# Feeling Through
Feeling Through ist ein US-amerikanischer Kurzfilm von Doug Roland aus dem Jahr 2020. Es ist der erste Film mit einem taubblinden Hauptdarsteller.

## Handlung
In New York treibt sich ein junger Teenager namens Tereek obdachlos auf der Straße herum. Er versucht bei einem Freund unterzukommen. Den Rest des Tages hängt er mit seinen Freunden herum und erhält nachts eine Absage. Er versucht es bei einer Freundin. An einer Straßenecke trifft er auf einen taubblinden Mann, der die Straße überqueren will. Er fragt mit Hilfe eines Notizblockes nach einer Bushaltestelle. Tereek bringt ihn dorthin. Obwohl er eigentlich verabredet ist, beschließt er mit dem Mann auf den Bus zu warten, da ihm die Gegend nicht gut vorkommt.
Während der Wartezeit fragt der Mann nach einer Bodega, da er durstig ist. Tereek antwortet, indem er in die Hand des Mannes schreibt. Tereek begleitet ihn dorthin und kauft mit dem Geld des Mannes ein Getränk und einen Riegel für sich. Beim Bezahlen unterschlägt er 10 Dollar. Als sie zurück zur Bushaltestelle kommen, fährt der Bus gerade weg. Tereek verpasst seine Verabredung und wartet mit dem Mann auf den nächsten Bus. Schließlich tauschen sie ihre Namen aus und Terreek erfährt, dass der Mann Artie heißt. Artie war auf einem Date und will jetzt nach Hause. Als er Tereek fragt, was dieser so spät noch auf der Straße macht, weicht dieser aus und sagt dasselbe. Gemeinsam warten sie auf den Bus. Als dieser kommt, bespricht Tereek mit dem Fahrer, wo Artie aussteigen muss. Zum Abschied fragt Tereek, ob es Artie ok ist. Dieser bejaht dies, umarmt Tereek zum Abschied und schreibt dann auf, dass für Tereek auch alles ok werden wird.
Als Tereek aus dem Bus aussteigt, gibt er das unterschlagene Geld einem Obdachlosen.

## Hintergrund
Doug Rolands Film über die taubblinde Gemeinschaft basiert auf seinen persönlichen Erfahrungen. Er selbst hatte vor neun Jahren etwas Ähnliches erlebt und mit Hilfe vom Schreiben auf der Hand eine Stunde mit einem Taubblinden an einer Bushaltestelle verbracht, Die Begegnung mit Artemio, dessen Name sich auch im Film wiederfindet, prägte ihn. Für den Film, zu dem er das Drehbuch selbst verfasste, arbeitete er mit dem Helen Keller National Center auf Long Island zusammen. Eine Besonderheit war eine Aufführung des Films mit Unterstützung des Helen Keller Centers für Taubblinde und normales Publikum als eine Art Begegnung.
Tatsächlich handelt es sich bei Feeling Through um den ersten Film mit einem taubblinden Hauptdarsteller. Robert Tarango übernahm die Rolle von Artie. Der Film wurde auf den Straßen von Manhattan und Brooklyn gedreht.
Der Filmtitel Feeling Through (dt. „durchfühlen“) basiert auf einem Wortspiel. Zum einen basiert es auf der Art, wie taubblinde Menschen durch die Welt navigieren, zum anderen basiert es auch auf der Entwicklung, die Tereek im Film durchmacht, wie er auf sein Herz hört und sich so durch die Situation „hindurchfühlt“.

## Preise und Nominierungen
Der Film wurde im März 2020 veröffentlicht und auf einer Reihe von Festivals gezeigt. Er gewann zahlreiche Preise und ist für die Oscarverleihung 2021 als Bester Kurzfilm nominiert.
| Jahr | Preis                                 | Kategorie                             | Nominierter                     | Resultat           | EN          |
| ---- | ------------------------------------- | ------------------------------------- | ------------------------------- | ------------------ | ----------- |
| 2020 | Bengaluru International Film Festival | Festival Award                        | Doug Roland                     | Gewonnen           | [ 3 ]       |
| 2020 | deadCenter Film Festival              | Audience Award Best Short             | Doug Roland                     | Gewonnen           | [ 4 ]       |
| 2020 | Fargo Film Festival                   | Best Narrative Short                  | Doug Roland                     | Gewonnen           | [ 5 ]       |
| 2020 | Indie Street Film Festival            | Audience Award – Best Short Film      | Doug Roland                     | Gewonnen           | [ 6 ]       |
| 2020 | Lake County Film Festival             | Special Jury Award – Performances     | Steven Prescod                  | Gewonnen           | [ 6 ]       |
| 2020 | Lake County Film Festival             | Special Jury Award – Performances     | Robert Tarango                  | Gewonnen           | [ 6 ]       |
| 2020 | Naples International Film Festival    | Audience Award – Best Short Film      | Doug Roland                     | Gewonnen           | [ 6 ]       |
| 2020 | Ojai Film Festival                    | Jury Award – Best Narrative Short     | Doug Roland                     | Gewonnen           | [ 6 ]       |
| 2020 | Port Townsend Film Festival           | Jury Award – Best Short Narrative     | Doug Roland                     | Gewonnen           | [ 6 ]       |
| 2020 | Port Townsend Film Festival           | Audience Award – Best Short Narrative | Doug Roland                     | Gewonnen           | [ 6 ]       |
| 2020 | Port Townsend Film Festival           | Best Actor                            | Robert Tarango & Steven Prescod | Gewonnen           | [ 6 ]       |
| 2020 | Portland Film Festival, US            | Audience Award – Best Short           | Doug Roland                     | Gewonnen           | [ 6 ]       |
| 2020 | San Diego International Film Festival | Audience Award – Best Short           | Doug Roland                     | Gewonnen           | [ 6 ]       |
| 2020 | Wisconsin Film Festival               | Honorable Mention – Golden Badger     | Doug Roland                     | Gewonnen           | [ 6 ]       |
| 2020 | Woods Hole Film Festival              | Jury Award – Best Short Drama         | Doug Roland                     | Gewonnen           | [ 6 ]       |
| 2021 | Slamdance Film Festival               | Unstoppable Shorts                    | Doug Roland                     | Gewonnen           |             |
| 2021 | Oscarverleihung                       | Bester Kurzfilm                       | Doug Roland, Sue Ruzenski       | keine Auszeichnung | [ 7 ] [ 8 ] |